# Ja’akow Peri
Ja’akow Peri (hebr.: יעקב פרי, ang.: Yaakov Peri, Yaakov Perry, ur. 20 lutego 1944 w Tel Awiwie) – izraelski polityk, w latach 2013–2014 minister nauki i technologii, w latach 2013–2018 poseł do Knesetu z listy Jest Przyszłość.
W wyborach parlamentarnych w 2013 po raz pierwszy dostał się do izraelskiego parlamentu. Wszedł w skład rządu Binjamina Netanjahu jako minister nauki i technologii. Zrezygnował ze stanowiska w grudniu 2014 po zdymisjonowaniu przez Netanjahu przewodniczącego Jest Przyszłość Ja’ira Lapida. W przyśpieszonych wyborach w 2015 ponownie zdobył mandat poselski. 9 lutego 2018 zrezygnował z zasiadania w parlamencie, mandat objęła po nim Penina Tamanu.